# 布提斯

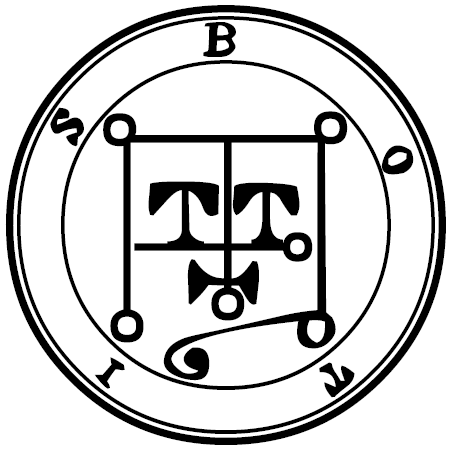
布提斯的印記

布提斯（英語：Botis），是所羅門七十二柱魔神中排第17位的魔神，位階統領及伯爵，統帥60個軍團。称号“睿智伯爵”、“丑恶伯”，其形象是一条丑陋的蛇，可以变身成为生有巨齿、二角的人类形态，也會佩帶一柄閃亮光輝的寶劍。除了在《所羅門之鑰》的記載，他為所羅門七十二柱魔神之外。他也同樣被記錄在默示文學《以諾書》和《偽以諾書》上，是名字存在已久的惡魔。可通晓有关过去与未来的知识，也能分辨敌友。能力為授予召喚者過去與現在的知識。或是調停友方、敵對者的關係。